# Баландыш
Баландыш (тат. Баландыш) — село в Тюлячинском районе Республики Татарстан, административный центр Баландышского сельского поселения.

## География
Село находится в 1,5 км от реки Мёша, в 16 км к юго-востоку от районного центра — села Тюлячи.

## История
Основание села относят к периоду Казанского ханства.
В XVIII веке и вплоть до 1860-х годов жители села причислялись к государственным крестьянам. Основными занятиями жителей села являлись земледелие, разведение скота, валяльно-войлочный и портняжно-шапочный промыслы. 
В «Списке населенных мест по сведениям 1859 года», изданном в 1866 году, населённый пункт упомянут как казённая деревня Баландыш 1-го стана Мамадышского уезда Казанской губернии. Располагалась на ключе Баландыше, по левую сторону Зюрейского торгового тракта, в 70 верстах от уездного города Мамадыша и в 40 верстах от становой квартиры во владельческом селе Кукмор (Таишевский Завод). В деревне в 104 дворах жили 825 человек (409 мужчин и 416 женщин). Была мечеть.
По сведениям из первоисточников, в начале XX столетия в селе действовали мечеть, мелочная лавка. В этот период земельный надел сельской общины составлял 2082,6 десятины.
До 1920 года село входило в Елышевскую волость Мамадышского уезда Казанской губернии. С 1920 года в составе Мамадышского кантона ТАССР. С 10.08.1930 в Сабинском, с 10.02.1935 в Тюлячинском, с 12.10.1959 в Сабинском, с 04.10.1991 в Тюлячинском районах.

## Население
| 1782 | 1859 | 1897 | 1908 | 1920 | 1926 | 1938 | 1949 | 1958 | 1970 | 1979 | 1989 | 2000 |
| ---- | ---- | ---- | ---- | ---- | ---- | ---- | ---- | ---- | ---- | ---- | ---- | ---- |
| 98   | 825  | 1167 | 1288 | 1287 | 1003 | 694  | 556  | 450  | 534  | 454  | 459  | 521  |

Национальный состав села — татары.

## Экономика
Жители занимаются полеводством, молочным скотоводством.

## Инфраструктура
В селе функционируют неполная средняя школа, дом культуры, библиотека.

## Религия
Мечеть.